# Liste der spanischen Autonomen Gemeinschaften nach Einwohnerzahl
Diese Liste gibt einen Überblick über die 17 Autonomen Gemeinschaften Spaniens, geordnet nach ihrer Einwohnerzahl.
| Rang   | Region                           | Bevölkerung | Anteil an Spaniens Gesamtbevölkerung in % | Bevölkerungsdichte in Einwohner/km2 |
| ------ | -------------------------------- | ----------- | ----------------------------------------- | ----------------------------------- |
| 1      | Andalusien                       | 8.039.399   | 17,8                                      | 92,12                               |
| 2      | Katalonien                       | 7.197.174   | 15,9                                      | 224,11                              |
| 3      | Madrid                           | 6.061.680   | 13,5                                      | 755,07                              |
| 4      | Valencia                         | 4.874.811   | 10,6                                      | 209,62                              |
| 5      | Galicien                         | 2.771.341   | 6,3                                       | 93,71                               |
| 6      | Kastilien-León                   | 2.525.157   | 5,7                                       | 26,80                               |
| 7      | Baskenland                       | 2.141.116   | 4,8                                       | 295,98                              |
| 8      | Kanarische Inseln                | 2.020.947   | 4,5                                       | 271,38                              |
| 9      | Kastilien-La Mancha              | 1.975.179   | 4,3                                       | 24,85                               |
| 10     | Murcia                           | 1.391.147   | 3,0                                       | 122,97                              |
| 11     | Aragonien                        | 1.295.215   | 2,9                                       | 26,62                               |
| 12     | Asturien                         | 1.074.632   | 2,4                                       | 101,34                              |
| 13     | Extremadura                      | 1.088.728   | 2,5                                       | 26,15                               |
| 14     | Balearen                         | 1.029.139   | 2,2                                       | 206,16                              |
| 15     | Navarra                          | 605.022     | 1,3                                       | 58,22                               |
| 16     | Kantabrien                       | 572.503     | 1,3                                       | 107,59                              |
| 17     | La Rioja                         | 308.566     | 0,7                                       | 61,16                               |
|        | Spanische Exklaven in Nordafrika | 145.137     | 0,3                                       | 4404,12                             |
| Gesamt | Gesamt                           | 46.661.950  | 100                                       | 91                                  |